# Thomas Reddy
Thomas „Tommy“ Reddy (* 23. Juli 1929; † 27. Mai 1992 in Dublin) war ein irischer Boxer.

## Werdegang
Thomas Reddy boxte in Dublin für den Sandymount Boxing Club. 
Neben zwei Amateur-Länderkämpfen nahm Thomas Reddy an den Olympischen Sommerspielen 1952 in Helsinki teil. In seinem Erstrundenkampf im Federgewichtsturnier unterlag er dem Jugoslawen Stevan Redli nach Punkten.
Sein Bruder Andrew Reddy war ebenfalls Boxer 1952 und nahm an den Olympischen Spielen 1952 in Helsinki und 1960 in Rom teil.